# Antoinette Spaak
Antoinette Spaak, née le 27 juin 1928 à Etterbeek et morte le 28 août 2020, est une femme politique belge. Considérée comme une pionnière, elle est la première femme à accéder à la présidence d'un parti politique en Belgique, le FDF (Front démocratique des francophones).

## Biographie

### Généalogie et jeunesse
Antoinette Spaak nait le 27 juin 1928 à Etterbeek à Bruxelles. Elle est la fille de Paul-Henri Spaak (1899-1972), ancien Premier ministre belge et secrétaire général de l'Otan. Sa grand mère est la première femme occupant un mandat de sénatrice en Belgique, Marie Janson. Elle est également la nièce du scénariste Charles Spaak. 
Après la Libération elle a beaucoup voyagé au côté de son père pour des meetings politiques. 
Elle s'est mariée et a eu un fils avec un professeur de médecine, raison pour laquelle elle a abrégé ses études de droit dans sa jeunesse. 

### Carrière politique
Antoinette Spaak entre en politique au sein du FDF après le décès de son père en 1972. Elle est élue à la Chambre des représentants en 1974. Elle obtient la présidence du FDF de 1977 à 1982, devenant ainsi la première femme belge présidente de parti. Elle sera ensuite élue députée européenne puis présidente du conseil de la Communauté Française.
Dans les années 1990 elle va opérer pour aboutir en 1993 au rapprochement entre son parti et le PRL (devenu Mouvement Réformateur) avec l'aide de l'homme politique Jean Gol. Les deux partis se sépareront à nouveau en 2011, à la suite de trop nombreux désaccords politiques. Elle avait à l'époque exprimé son mécontentement quant à la manière dont cela a été mis en place.

### Décès
Antoinette Spaak est décédée chez elle le 28 août 2020, des suites d'une chute dont elle n'a pas pu se remettre. Elle avait alors 92 ans et était la compagne d'Étienne Davignon. Elle avait souffert d'un cancer du sein quelques années auparavant. 
De nombreuses personnalités se sont exprimées à la suite de son décès, à la fois dans sa propre famille politique et dans d'autres. Des réactions ont été partagées entre autres par Sophie Wilmès et Olivier Maingain.

## Luttes et convictions politiques

### Europe
Tout comme son père, Antoinette Spaak est une Européenne convaincue. Elle siégera comme députée européenne de 1979 à 1999. Elle a ainsi exprimé publiquement sa déception et sa douleur face au Brexit en 2016.

### Droit des francophones en Belgique
Antoinette Spaak a lutté pour les droits des francophones de Belgique et plus particulièrement de Bruxelles. Elle a notamment milité pour faire de Bruxelles une région à part entière, se retrouvant plus d'une fois dans des manifestations violentes face à des nationalistes flamands.

### Féminisme
Du fait de sa position de pionnière et de ses nombreux rôles importants dans la politique belge, Antoinette Spaak a souvent été qualifiée de féministe. De nombreuses femmes politiques belges la citent comme modèle et affirment qu'elle leur a ouvert la voie vers la politique.
Du point de vue de ses actions politiques, elle a déposé en 1993 avec Laurette Onkelinx une proposition de décret, devenu un décret par la suite, sur la féminisation des noms de métiers et fonctions au sein de la Communauté française. Elle a également lutté pour les droits des femmes et notamment pour la dépénalisation de l'avortement en Belgique.
Dans sa vie privée également elle s'est voulue libre et indépendante et n'a ainsi jamais épousé son dernier compagnon.

## Résumé de sa carrière politique

### Fonctions politiques
- à partir de 1974 : députée à la Chambre des représentants
- 1977 - 1982 : présidente du FDF
- 1979 - 1999 : députée européenne
- 1988 - 1992 : présidente du conseil de la Communauté Française
- 1999-2001 : conseillère communale à Ixelles
- 2009 - 2009 : députée bruxelloise

### Titres et prix
- 1983 : le roi Baudouin lui octroie le titre honorifique de ministre d'État.
- 2007 : Trophée d'honneur de la 3e édition des Femmes de Cristal, récompensant des femmes méritantes de la Communauté Française.